# Anomala sawabana
Anomala sawabana är en skalbaggsart som beskrevs av Ohaus 1926. Anomala sawabana ingår i släktet Anomala och familjen Rutelidae. Inga underarter finns listade i Catalogue of Life.